# 昇れる太陽
『昇れる太陽』（のぼれるたいよう）は、エレファントカシマシの19枚目のオリジナル・アルバム。 ユニバーサルシグマ/A&Mから 2009年4月29日に発売された。

## 概要
前作『STARING OVER』から1年3か月ぶりの新作となった。4人の音楽プロデューサーが参加。

## 音楽性
本作の雑誌インタビューで宮本は、『ココロに花を』『明日に向かって走れ-月夜の歌-』が売れたことで、バンドでできることは達成できたと感じたという。
その後、歌謡曲も好きな自分を表現すること・バンドでない、歌（自体）の素晴らしさを伝えることもしたかったという。
その時の曲を歌っても今の自分たちの温度に合わない・曲を信じられない時期もあった。しかし再びプロデューサー陣と共に制作することでバンドが「大きくなった、広くなった」と感じられたという。曲は「メンバー4人だけで成立できなくなっている」といい、プロデューサーは大事な存在になっている。
さらに「ハナウタ〜遠い昔からの物語〜」を例に「これを自分が歌っているのかと疑うほどに、歌には何か宿っていて自分をも超えるものになっている。だから、歌が届きたいと言っている、多くの人に届けたい」と思ったという。
そして「曲順にアルバムの良さを注いだ」ことから発売前には「是非、曲順に沿って曲を聴いてほしい」とラジオ等でも常に言っていたという。

## チャート成績
オリコン週間チャートで3位を記録。前作に続きTOP10入り、『明日に向かって走れ-月夜の歌-』（1997年）以来、11年8か月ぶりにTOP3入り。

## リリース形態
初回限定盤には先行シングル「桜の花、舞い上がる道を」「新しい季節へキミと」「絆（きづな）」のミュージック・ビデオ収録DVDが付属。

## 発売当時の出来事
鈴木万由香がDJを務めていたTOKYO FMの生放送番組『TOYOTA SOUND IN MY LIFE』2009年4月18日放送回に本作のキャンペーンで宮本が生放送でゲスト出演した際、鈴木と宮本で本作に関する話をしていたが時間が経つにつれ雰囲気が嫌悪になり、激しい応酬が続いた。この件に関し同月20日に宮本が直筆謝罪文をWEBに掲載、翌21日に鈴木が謝罪文を自身のブログに掲載し完結を迎えた。

## 収録曲
全作詞・作曲：宮本浩次（注記を除く）
1. Sky is blue (3:22)
  - 編曲：エレファントカシマシ
2. 新しい季節へキミと (4:27)
  - 編曲：亀田誠治・エレファントカシマシ
3. 絆（きづな) (6:16)
  - 作曲：宮本浩次・YANAGIMAN
  - 編曲：YANAGIMAN・エレファントカシマシ
4. ハナウタ〜遠い昔からの物語〜 (4:07)
  - 編曲：蔦谷好位置・エレファントカシマシ
  - サントリー焼酎「はなうた」CMソング
    - 本曲はこのCMのために書き下ろされた。
    - 本作発売後にMVも発表されCMと同じ木の前で演奏するシーンも登場する。
5. あの風のように (3:28)
  - 編曲：蔦谷好位置・エレファントカシマシ
6. おかみさん (5:17)
  - 編曲：亀田誠治・エレファントカシマシ
7. It's my life (4:21)
  - 編曲：生駒龍之介・エレファントカシマシ
  - シングル「新しい季節へキミと」のカップリング曲。
8. ジョニーの彷徨 (5:29)
  - 編曲：蔦谷好位置・エレファントカシマシ
9. ネヴァーエンディングストーリー (5:40)
  - 編曲：蔦谷好位置・エレファントカシマシ
10. to you (6:00)
  - 作曲：宮本浩次・YANAGIMAN
  - 編曲：YANAGIMAN・エレファントカシマシ
    - シングル「絆（きづな）」C/W曲。
    - シングルとはミックス違い、アウトロのフェードアウトが早くなっている。
11. 桜の花、舞い上がる道を (5:04)
  - 作曲：宮本浩次・蔦谷好位置　編曲：亀田誠治